# Liste des districts dans le borough londonien de Newham
Ceci est une liste des districts du Borough londonien de Newham.
La zone du code postal de Newham est E.

Newham dans le Grand Londres

## Districts
| District           | Ville postale | Zone postal/District | Coordonnées                 | OS grid ref  |
| ------------------ | ------------- | -------------------- | --------------------------- | ------------ |
| Beckton            | LONDRES       | E6, E16              | 51° 30′ 53″ N, 0° 04′ 02″ E | TQ435815     |
| Canning Town       | LONDRES       | E16                  | 51° 30′ 54″ N, 0° 01′ 34″ E | TQ4081       |
| Custom House       | LONDRES       | E16                  | 51° 30′ 27″ N, 0° 01′ 47″ E | TQ408807     |
| Cyprus             | LONDRES       | E6                   | 51° 30′ 32″ N, 0° 03′ 51″ E | TQ4323480968 |
| East Ham           | LONDRES       | E6, E12              | 51° 31′ 56″ N, 0° 03′ 19″ E | TQ425835     |
| East Village       | LONDRES       | E20                  | 51° 32′ 51″ N, 0° 00′ 35″ O | TQ385845     |
| Forest Gate        | LONDRES       | E7                   | 51° 33′ 03″ N, 0° 01′ 39″ E | TQ405855     |
| Little Ilford      | LONDRES       | E12                  | 51° 33′ 03″ N, 0° 03′ 18″ E | TQ435855     |
| Manor Park         | LONDRES       | E12                  | 51° 33′ 01″ N, 0° 03′ 22″ E | TQ425855     |
| Maryland           | LONDRES       | E15                  | 51° 32′ 42″ N, 0° 00′ 07″ O | TQ391849     |
| Mill Meads         | LONDRES       | E15                  | 51° 31′ 52″ N, 0° 00′ 20″ O | TQ3832883301 |
| North Woolwich     | LONDRES       | E16                  | 51° 30′ 04″ N, 0° 03′ 29″ E | TQ435795     |
| Plaistow           | LONDRES       | E13                  | 51° 31′ 27″ N, 0° 01′ 28″ E | TQ405825     |
| Plashet            | LONDRES       | E6, E7               | 51° 32′ 30″ N, 0° 02′ 45″ E | TQ4184884563 |
| Silvertown         | LONDRES       | E16                  | 51° 30′ N, 0° 02′ E         | TQ415795     |
| Stratford          | LONDRES       | E7, E15, E20,        | 51° 32′ 32″ N, 0° 00′ 09″ O | TQ385845     |
| Stratford City     | LONDRES       | E20                  | 51° 32′ 45″ N, 0° 00′ 33″ O | TQ385845     |
| Stratford Marsh    | LONDRES       |                      |                             |              |
| Stratford New Town | LONDRES       |                      |                             |              |
| Temple Mills       | LONDRES       | E10, E20             | 51° 32′ 58″ N, 0° 00′ 51″ O | TQ375645     |
| Upton              | LONDRES       |                      |                             |              |
| Upton Park         | LONDRES       | E6, E7, E13          | 51° 31′ 59″ N, 0° 02′ 11″ E | TQ405837     |
| Wall End           | LONDRES       | E6                   | 51° 31′ 51″ N, 0° 04′ 01″ E | TQ4335083396 |
| West Ham           | LONDRES       | E3, E13, E15         | 51° 32′ 05″ N, 0° 00′ 28″ E | TQ405837     |

## Référence
- (en) Cet article est partiellement ou en totalité issu de l’article de Wikipédia en anglais intitulé « List of districts in the London Borough of Newham » (voir la liste des auteurs).